# Hohenreut
Hohenreut ist ein Ortsteil der Gemeinde Gschwend in Baden-Württemberg und gehört zum Ostalbkreis. Der Weiler mit 20 Einwohnern liegt 2 km südöstlich vom Hauptort Gschwend entfernt im Tal des Schlechtbachs, eines rechten Zuflusses der „Gschwender“ Rot.

## Name
In verschiedener Schreibweise taucht der Dorfname auf – unter Hohenreut, Hohenreuth, Hochreut oder mundartlich Hohreut, Haureit. Als Bestimmungswort steht das Adjektiv hoch und als Grundwort -reut(e), mittelhochdeutsch -riute / -riet, mundartlich –reid(ә) / -raodә für roden / Rodung, durch Roden urbar gemachtes Stück Land.

## Geschichte
Nach dem Ende der Stauferherrschaft im 13. Jahrhundert versuchten ihre Ministerialen, Machtbasen aufzubauen. So auch die Schenken von Limpurg. Ihr Bemühen, die Reichsstadt Hall mit ihrem Salzreichtum unter ihre Herrschaft zu bringen, scheiterte. Jedoch konnten die Schenken ihre Residenzen in Obersontheim, Speckfeld sowie Schmiedelfeld und Gaildorf ausbauen. So erhielten sie auch Macht über den Gschwender Raum.
Da aus dem 14. Jahrhundert über Humberg, Gschwend, Hohenreusch, Mittelbronn, Birkhof und Schlechtbach urkundliche Aufzeichnungen vorliegen, wurde vermutlich auch das Gebiet von Hohenreut in dieser Zeit für eine dauerhafte Siedlung gerodet, obwohl es urkundlich erst 1557 auftauchte.
Die Herrschaftsbereiche der Klöster, Reichsstädte und Adelshäuser waren keine klar umgrenzten Gebiete. Innerhalb eines Dorfes konnten zahlreiche juristische, militärische, wirtschaftliche und finanzielle Rechte in den Händen verschiedener Herren liegen (Condominat). Dies führte zu Auseinandersetzungen um Zuständigkeiten der Herrschaften untereinander. Um diese Gemengelage zu entflechten, begann in der ersten Hälfte des 16. Jahrhunderts das Haus Limpurg mit Tausch- und Kaufverhandlungen über Grundbesitz. In diesem Zusammenhang wurde Hohenreut 1557 urkundlich aufgeführt. Daraus wurde ersichtlich, dass das auf dem Gebiet der Reichsstadt Gmünd liegende Kloster Gotteszell durch Gebietstausch ein Fallgütlein an die Herrschaft Limpurg-Gaildorf abtrat. Wegen Streit um den Novalzehnt, verhandelte man am 18. Mai 1570 in Gschwend. Dieser Rechtsfall zog sich bis ins 18. Jahrhundert hin. Auch ist Hohenreut 1554 im Salbuch des Amtes Seelach aufgeführt, ebenso u. a. im Lagerbuch von 1610 als gültbarer, d. h. abgabepflichtiger Ort, mit seinen Güterstücken und den dazugehörigen Pflichten der Untertanen.
Hohenreut wurde vom Königlich statistisch-topographischen Bureau folgendermaßen beschrieben: „Von Hohenreut, dreiviertel Stunde südöstlich von Gschwend, am linken Ufer des Schlechtbachs, wurde das Gut aus Schlechtbacher Markung vergrößert und bestand 1674 aus 2 halben Höfen, 1 Lehen und 1 Sölde“.
Hohenreut lag Jahrhunderte im Stammland der Schenken von Limpurg.

### Das Limpurger Land
Das Limpurger Land war seit dem Mittelalter bis Anfang des 19. Jahrhunderts Herrschaftsgebiet der Schenken von Limpurg. Bereits im 12. Jahrhundert hatte diese schwäbisch-fränkische Adelsfamilie das Amt der Reichsschenken inne. Durch Erbfolge ergaben sich mehrmalige Teilungen des Limpurgischen Herrschaftsbereiches. Die letzten Grafen der beiden Hauptlinien Limpurg-Gaildorf und Limpurg-Speckfeld hinterließen 1713 nach ihrem Tod 10 Töchter, die in verschiedene Grafenfamilien heirateten. So zersplitterten die Limpurgischen Landesteile weiter. 1790 gehörte Hohenreut zum Limpurg-Gaildorf-Wurmbrandischen Landesteil.
Die Grafschaft Limpurg umfasste in sämtlichen Linien 1785 etwa 380 Quadratkilometer und hatte 14.404 Einwohner.

### Verwaltungsneugliederung
Bis 1806 gehörte Hohenreut zum Limpurg-Wurmbrandischen Landesteil der Grafschaft Limpurg mit Gaildorf als Herrschaftssitz.
Nach der Auflösung des Alten Reiches fiel die gesamte Grafschaft Limpurg 1806 an das Königreich Württemberg. Württemberg wurde gegliedert in 12 Kreise mit 77 Oberämtern und der Residenzstadt Stuttgart. Zum Kreis Ellwangen kam das neu gebildete Oberamt Gaildorf, unter dessen Dach sich die drei Gemeinden Altersberg, Frickenhofen und Gschwend u. a. mit dem Ortsteil Hohenreut formierten.
Die Verwaltungsgliederung wurde 1810 und 1818 verändert. Ab 1810 bestand Württemberg aus 12 Landvogteien mit 64 neuen Oberämtern plus Stuttgart. Oberamt Gaildorf lag in der Landvogtei am Kocher.
1818 schuf man größere Einheiten. Vier Kreise ersetzten die Landvogteien, wobei Oberamt Gaildorf zum Jagstkreis kam. Bis 1924 wurde diese Verwaltungsgliederung beibehalten. Hohenreut gehörte als Ortsteil der Gemeinde Gschwend zum Oberamt Gaildorf.
Württemberg blieb bis 1871 ein souveräner Staat, danach bis 1945 ein Gliedstaat des Deutschen Reichs. Zwischen 1945 und 1952 war Württemberg auf die Länder Württemberg-Baden und Württemberg-Hohenzollern aufgeteilt, bis es 1952 im Bundesland Baden-Württemberg der Bundesrepublik Deutschland aufging.

### Hohenreut in den Katasterkarten
In den Jahren 1818–1840 wurde die erste Landesvermessung ganz Württembergs durchgeführt. Im Jahr 1830 entstand für diesen Raum die Urkarte, die noch heute für den Ostalbkreis erhalten ist.

#### Hohenreuter Höfe um 1830
Gebäude von Hof No. l

A = Wohngebäude mit Scheuer und Stallung (später Hohenreut 1)

B = Ausgedingehaus mit Scheuer (später Hohenreut 2)

Gebäude von Hof No. 2

D = Wohngebäude mit Scheuer und Stallung (später Hohenreut 3)

C = Scheuer

E = Backhütte von Hof No. 1 und Hof No. 2 gemeinsam
Von der Urkarte anno 1830 können die ungefähr 1300 Kartenblätter vom Ostalbkreis im Originalmaßstab 1 : 2500 in der Ostalbmap eingesehen und vergrößert werden.

#### Entwicklungsgeschichte der Höfe
Gemäß der Beschreibung des Oberamts Gaildorf 1852 vom Königlich statistisch-topographischen Bureau, Stuttgart 1852 sowie laut Pfarrer und Historiker J. P. Heinrich Prescher wurde 1557 in Hohenreut ein Fallgut bewirtschaftet. Bekam ein Bauer ein Fallgut von seinem Herrn gegen Abgaben und Dienste zur Verfügung gestellt, so fiel dies samt Ausstattung nach seinem Tod an den Grundherrn zurück und konnte so neu vergeben werden. Die Limpurger Herren tauschten 1557 von der Stadt Gmünd für Hohenreut ein Fallgut ein und vergrößerten es mit Güterstücken aus der Schlechtbacher Markung.
Zudem steht in der Beschreibung des Oberamts Gaildorf, dass Hohenreut 1674 aus zwei halben Höfen, einem Lehen und einer Sölde bestand. Dies sind nicht die hiesigen vier Höfe von heute. Eine Sölde/Selde war ein Anwesen, das zu wenig Grund besaß, um die Familie davon ernähren zu können. Der Söldner/Seldner musste meist einem zusätzlichen Einkommenserwerb nachgehen, z. B. als Schuster, Sattler, Schmied oder Schneider. Ein Lehen war Land möglicherweise mit Gebäuden, das der Grundherr dem Bauern zur Verfügung stellte und dafür Abgaben als Gegenleistung erhielt. Also waren die Sölde und das Lehen in Hohenreut u. U. kein stabiles Konstrukt für ewige Zeiten. Bei deren möglicher Auflösung könnten damals die Ländereien an die beiden „halben“ Höfe übertragen worden sein. Der damalige Sprachgebrauch von halben Höfen oder Achtelhof oder Ähnlichem drückte die Größe des landwirtschaftlichen Anwesens aus. Diese Einteilung wies auf die Steuerkraft des Hofes hin.
Im Lagerbuch der Limpurgischen Verwaltung von 1751 werden Jacob Joos und Jacob Müller als die Besitzer der zwei Hofgüter von Hohenreut aufgeführt.
H. Prescher beschreibt 1785: „Hohreut oder Hohenreut, in dem Schlechtbacher Thälchen etwas weiter aufwärts, besteht aus zweyen Höfen, wozu nicht unbeträchtliche Wälder, Aecker und Wiesen gehören. … Die hiesigen zwey Unterthanen besitzen auch eine Sägemühle im Schmidbügel“.
Im Geographischen Lexikon von Franken vom April 1800 ist zu lesen: „Hohenreuth, Dörfchen, aus zwey Höfen bestehend, im Gaildorf Wurmbrandischen Amte Gschwend, in der Grafschaft Limpurg, hat 25 Einwohner“. – Zu Georgi 1809/10 wurden im Extraordinari-Steuer-Register der Schultheiserey Gschwend unter Hohenreut (ohne dem Haldenhaus) auch nur die zwei Bauern Ludwig Joos und Georg Wahl aufgeführt.
In der Gebäude-Cataster-Tabelle von 1819 bis 1823 sind unter Hohenreut nur die Höfe No. 1 von Joos und No. 2 von Wahl registriert – jeweils mit zweistöckigem Wohnhaus, Scheuer, Stallung und Backhütte. In dieser Zeit war bereits in der Nachbarschaft das Haldenhaus errichtet, dessen Eigentümer Jacob Schober war.
Noch 1830 weist die Urkarte in Hohenreut zwei Höfe auf und zwar nur auf der linken Seite des Schlechtbachs. Auch wurde erst um 1835 die Salinhütte auf der rechten Bachseite errichtet.
Der Voignerhof, Hof No. 2, im späteren Sprachgebrauch Hohenreut 3 blieb über Jahrhunderte ungeteilt. Hingegen fanden bei Hof No. 1 in den 1830/40er Jahren große Umstrukturierungen statt. Über Generationen wurde er von der Bauernfamilie Joos betrieben, bis Jacob Joos das gesamte landwirtschaftliche Anwesen 1833 an die zwei aus Gschwend kommenden Familien Schock verkaufte. Diese beiden Vettern teilten es unter sich auf. Dabei war es von Vorteil, dass zwei separate Wohnhäuser vorhanden waren. Gottfried Schock, Bürger und Halbbauer aus Gschwend, kaufte den Anteil des Engelhofs mit einem zweistöckigen Wohnhaus nebst Scheuer und Stallung (später genannt Hohenreut 1). Sein Vetter Johannes Schock, Bürger und Fuhrmann aus Gschwend, erhielt den anderen Teil von Hof No. 1 mit Ausgedingehaus nebst Scheuer (später genannt Hohenreut 2).
Aus zwei Höfen entstanden somit 1833 drei bäuerliche Anwesen in Hohenreut.

### Auswanderer
Um 1850 herrschte große Not. Hundert Familien mussten in Gschwend vom Betteln leben. Zudem griff die Brechruhr um sich, und zuallerletzt wütete auch noch die große Feuersbrunst 1857 in der Gemeinde Gschwend. Viele junge Männer wanderten in diesen Notjahren aus.

### Verwaltungs- und Gemeindereform
Die vier Kreise von Württemberg (seit 1818) wurden 1924 aufgelöst. Somit gab es bis 1938 nur noch 61 Kreise (ehemalige Oberämter) sowie die Stadt Stuttgart. 1934 wurde der Verwaltungsbegriff Oberamt in Kreis umbenannt. Hitler schaltete die Länder mit dem Deutschen Reich gleich und löste die Organe der kommunalen Selbstverwaltung 1933 auf.
1938 wurden in Württemberg 34 neue Landkreise und 3 kreisfreie Städte geschaffen. Das Limpurger Land teilte man zwischen den Kreisen Schwäbisch Hall und Backnang auf. Das ehemalige Oberamt Gaildorf gab es nicht mehr. Gschwend einschließlich Hohenreut wurde bis Ende 1972 dem Landkreis Backnang eingegliedert.
Durch Neugliederung der Kreise entstanden in Baden-Württemberg 35 Landkreise und 9 Stadtkreise. Dabei wurde der Kreis Backnang aufgelöst. Das Limpurger Land kam fast vollständig zum Kreis Schwäbisch Hall mit Ausnahme der Gemeinde Gschwend, die dem Ostalbkreis eingegliedert wurde.

### Der Wandel der Kfz-Kennzeichen für Hohenreut
| Kfz-KZ | Zeitraum                               | Zuständigkeit                                  |
| ------ | -------------------------------------- | ---------------------------------------------- |
| III P  | ab 1906 bis nach dem Zweiten Weltkrieg | Jagstkreis                                     |
| AW     | 1948 – 30.6.1956                       | amerikanische Besatzungszone Württemberg-Baden |
| W      | 1950 – 30.6.1956                       | Württemberg                                    |
| BK     | 1.7.1956 – 31.12.1972                  | Landkreis Backnang                             |
| AA     | seit 1.1.1973                          | Ostalbkreis                                    |
| AA, GD | seit Februar 2013                      | Ostalbkreis                                    |